# Aat van Nie
Alida Antoinetta (Aat) van Nie (Arnhem, 21 mei 1927 - Voorburg, 13 november 2010) was een Nederlandse kunstschilderes en kinderboekenschrijfster.

## Leven en werk
Van Nie volgde tussen 1946 en 1951 lessen bij de kunstenaars Co Werlemann en Johan van Zweden. Zij schilderde onder andere portretten, stillevens en veelal Italiaanse landschappen. Zij was getrouwd met John Torenbeek (1927 – 2008) eveneens schilder, en vooral bekend als figuratief landschapsschilder.
Van Nie publiceerde samen met haar man verschillende kinderboeken waarvan zij de verhaallijn verzon en haar man de tekeningen maakte.